# 小長谷正明
小長谷 正明（こながや まさあき、1949年(昭和24年) - ）は、日本の神経内科医、国立病院機構鈴鹿病院名誉院長、文筆家。
専攻は神経内科学。神経内科医の立場から歴史に関する一般向け著作も執筆する。

## 来歴
千葉県銚子生まれ。1975年名古屋大学医学部卒業。1979年同大学大学院医学研究科博士課程修了、医学博士。
奈良県立医科大学講師、メリーランド大学客員助教授、国立療養所鈴鹿病院神経内科医長、院長を歴任。

## 著書
- 『神経内科 頭痛からパーキンソン病まで』岩波新書、1995
- 『脳と神経内科』岩波新書、1996
- 『脳と神経、気になる謎 神経内科医の目』講談社、1997
- 『ヒトラーの震え毛沢東の摺り足 神経内科からみた20世紀』中公新書、1999
- 『ローマ教皇検死録 ヴァティカンをめぐる医学史』中公新書、2001
- 『神経内科病棟』ゆみる出版、2004
- 『脳のはたらきがわかる本』岩波ジュニア新書、2006
- 『医学探偵の歴史事件簿』岩波新書、2014
- 『医学探偵の歴史事件簿　ファイル2』岩波新書、2015
- 『難病にいどむ遺伝子治療』岩波科学ライブラリー、2016
- 『世界史を動かした脳の病気　偉人たちの脳神経内科』幻冬舎新書、2018
- 『世界史を変えたパンデミック』幻冬舎新書、2020
- 『ダルタニアンの馬 名大医学部とぼくたちの青春』風媒社、2023

## 参考
- [ISBN 978-4-946509-38-4]
- 『現代日本人名録』2002